# Blastomussa merleti
Blastomussa merleti е вид корал от семейство Mussidae. Възникнал е преди около 0,13 млн. години по времето на периода кватернер. Видът не е застрашен от изчезване.

## Разпространение и местообитание
Разпространен е в Австралия, Бахрейн, Британска индоокеанска територия, Вануату, Виетнам, Джибути, Египет, Еритрея, Йемен, Израел, Индия, Индонезия, Йордания, Ирак, Иран, Камбоджа, Катар, Кения, Коморски острови, Кувейт, Мавриций, Мадагаскар, Майот, Малайзия, Малдиви, Мозамбик, Нова Каледония, Обединени арабски емирства, Оман, Пакистан, Палау, Папуа Нова Гвинея, Провинции в КНР, Реюнион, Саудитска Арабия, Сейшели, Сингапур, Соломонови острови, Сомалия, Судан, Тайван, Тайланд, Танзания, Филипини, Шри Ланка, Южна Африка и Япония.
Среща се на дълбочина от 9.5 до 12 m, при температура на водата от 22,2 до 26,5 °C и соленост 35,1 – 35,5 ‰.